# Mario González Suárez
|  | Per a altres significats, vegeu «Mario González». |

Mario González Suárez (Mèxic D.F., 1964) és un escriptor, periodista i professor universitari mexicà, a més d'editor. Va obtenir el Premi Nacional de Literatura «Gilberto Owen» 1997 per El libro de las pasiones i el Premi Nacional de Literatura José Fuentes Mares 2001, atorgat per la Universitat Autònoma de Ciutat Juárez. Va guanyar el Premi Internacional de relat Emecé/Zoetrope 2002.
Va ser becari del Centre Mexicà d'Escriptors en els períodes 1989-1990 i 1991-1992; del Fons Nacional per a la Cultura i les Arts en 1992-1993 i del programa de Residència Artístiques Mèxic-Canadà 2000.
La seva novel·la De la infancia (1998) va ser adaptada al cinema per Carlos Carrera. La pel·lícula es va estrenar el 2010.
És membre del Sistema Nacional de Creadors d'Art des de 2001 i director fundador de l'Escola Mexicana d'Escriptors (EME). És col·laborador del diari Milenio. Part de la seva obra ha estat traduïda a l'alemany, al francès, a l'anglès i a l'eslovè.

## Obres
- De la infancia (Tusquets, 1998, adaptada al cine per Carlos Carrera)
- El libro de las pasiones (Tusquets, 1999, 2001, FCE 2013)
- Paisajes del limbo: Una antología de la narrativa mexicana del siglo XX (Tusquets, 2001, 2009. 2a edició, Nieve de Chamoy Arxivat 2019-01-10 a Wayback Machine., 2018)
- Marcianos leninistas (Tusquets, 2002)
- Nostalgia de la luz (Tusquets, 2003)
- La sombra del sol (El Cuenco de Plata, 2006 - Almadía, 2007)
- Dulce la sal (Pre-Textos, 2008)
- A wevo, padrino (Mondadori, 2008)
- Con esas manos se acarician (Antologia, Bruguera, 2010)
- Faustina (Era, 2013)
- Insomnios (Aldus, 2013)
- Verdever (Era, 2016)
- El paraíso del mal (Nieve de Chamoy Arxivat 2019-01-10 a Wayback Machine., 2018)